# Eon Mountain
Eon Mountain är ett berg i Kanada.   Det ligger på gränsen mellan provinserna British Columbia och Alberta, i den västra delen av landet, 3 000 km väster om huvudstaden Ottawa. Toppen på Eon Mountain är 3 035 meter över havet.
Terrängen runt Eon Mountain är bergig åt sydväst, men åt nordost är den kuperad.Trakten runt Eon Mountain är nära nog obefolkad, med mindre än två invånare per kvadratkilometer.. Det finns inga samhällen i närheten. 
Trakten runt Eon Mountain består i huvudsak av gräsmarker.